# Gau Hessen-Nassau

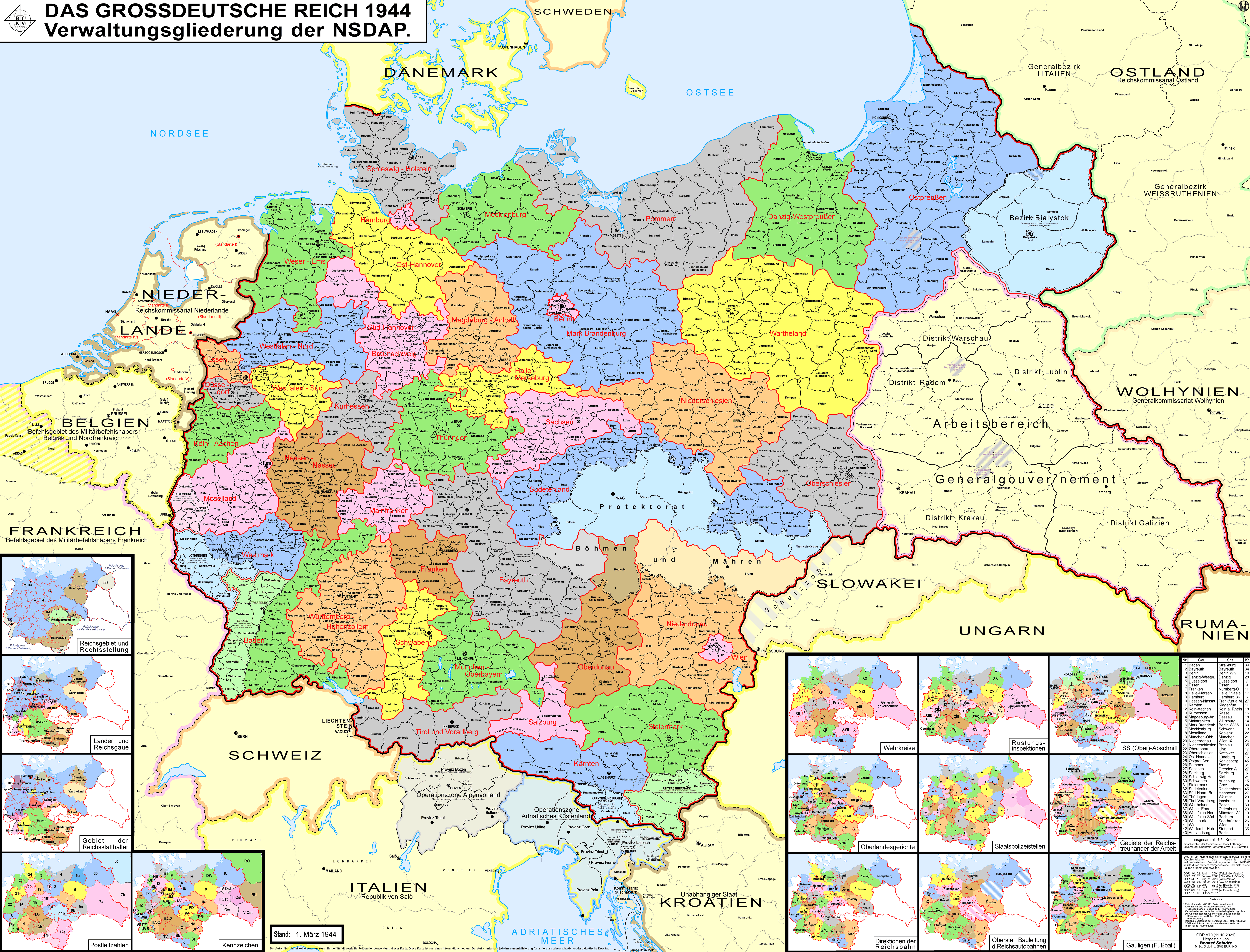
Gaue des Deutschen Reiches 1944

Der Gau Hessen-Nassau war eine Verwaltungseinheit der NSDAP, die von 1933 bis 1945 bestand.

## Geschichte
Die gemeinhin als hessisch bezeichnete Region war im Feudalismus durch kleine und mittelgroße Fürstentümer geprägt. Diese Struktur hatte sich bis in die Verwaltungseinheiten Preußens und des Deutschen Reichs erhalten. Die auf größere Flächeneinheiten ausgerichtete Gaustruktur der NSDAP stand im Widerspruch zu dieser Kleinteiligkeit. Dies führte, ähnlich wie in anderen Reichsteilen, zu mehrfachen Umgliederungen der Gaue in den hessischen Regionen.

### Vorläufer

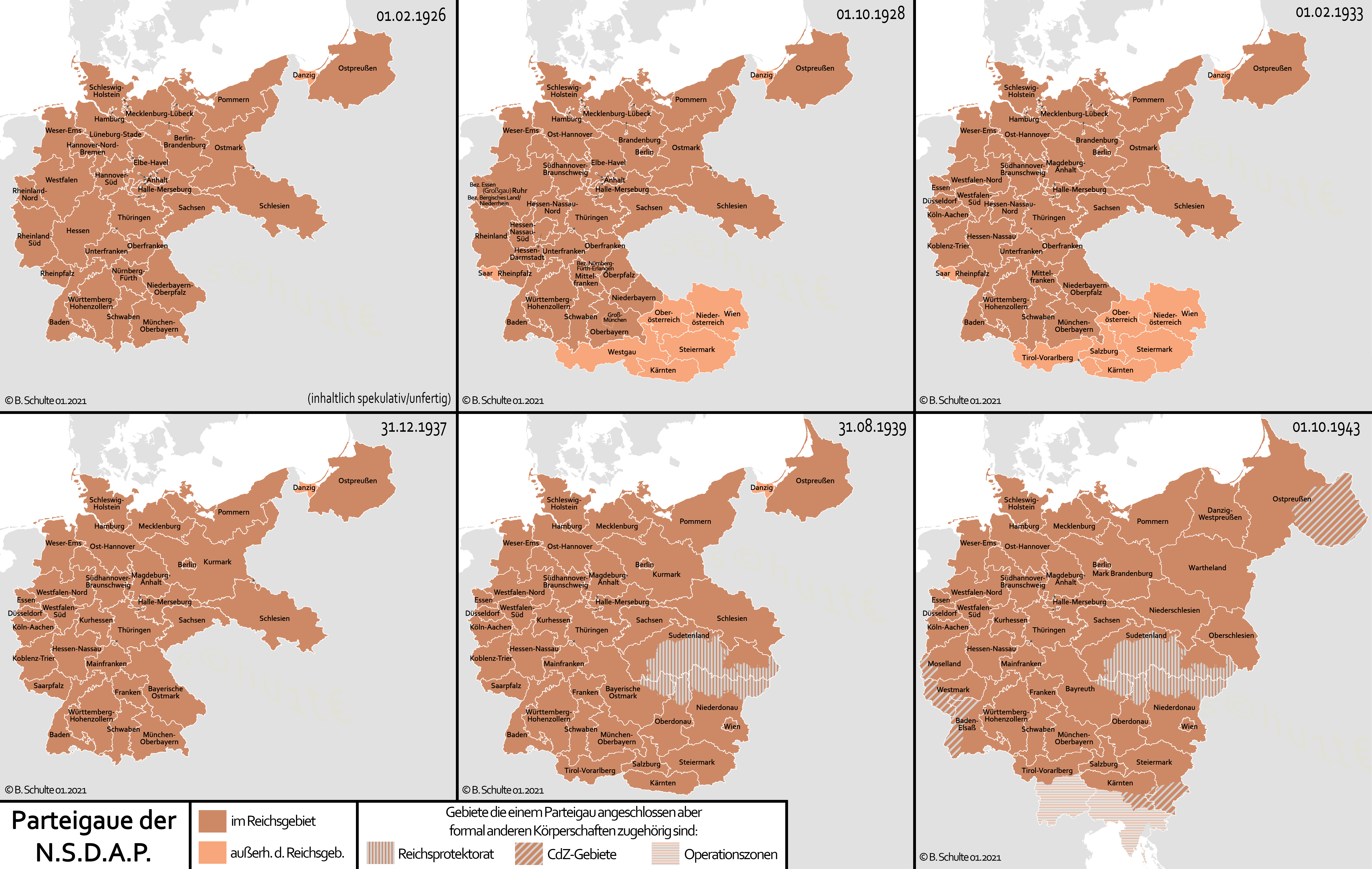
Gaue der NSDAP in den Jahren 1926, 1928, 1933 (obere Reihe), sowie 1937, 1939, 1943 (untere Reihe)

Die NSDAP begann sich von ihren Ortsgruppen aus zu organisieren. Im späteren Gau Hessen-Nassau gab die 1922 gegründete Ortsgruppe Frankfurt den Anstoß für die Gründung weiterer Ortsgruppen. In den westlichen Teilen des späteren Gaus wurde dieser Prozess dadurch verzögert, dass dort wegen der Alliierten Rheinlandbesetzung bis zum Anfang des Jahres 1926 Aktivitäten der NSDAP untersagt waren. Einen weiteren Schwerpunkt bildeten die Städte Haiger, Herborn und Dillenburg im Lahn-Dill-Gebiet, wo der Bund Wiking aktiv war und bereits 1923 SA-Gruppen entstanden.
Die 1925 erstmals gebildeten Gaue entsprachen in ihren Ausdehnungen den Reichstagswahlkreisen, in diesem Fall jedoch gemeinsam den Wahlkreisen 19 (Hessen-Nassau), dem auch die Stadt Frankfurt am Main angehörte, und 33 (Hessen-Darmstadt). Der Gau trug daher (wie auch der aus den Wahlkreisen 19 und 33 bestehende Wahlkreisverband) den Namen Hessen. Über das gesamte "Dritte Reich" hinweg dominierten Frankfurter Parteifunktionäre die Gauleitung, was vor allem in der Frühphase zu Konflikten mit Vertretern anderer Ortsgruppen führte. Gauleiter des Gaus Hessen waren Anton Haselmayer (1925 – 22. September 1926) und Karl Linder (1. Oktober 1926 – 1. März 1927).
Zum 1. März 1927 wurde der Gau Hessen in die Gaue Hessen-Darmstadt (deckungsgleich mit dem Volksstaat Hessen), Hessen-Nassau-Nord (später Gau Kurhessen) und Hessen-Nassau-Süd aufgeteilt. Gauleiter von Hessen-Darmstadt waren Friedrich Ringshausen (1927 – 9. Januar 1931), Peter Gemeinder (9. Januar – 30. August 1931) und Karl Lenz (Sept. 1931 – Dez. 1932). Gauleiter von Hessen-Nassau-Süd wurde der Frankfurter Parteifunktionär Jakob Sprenger.
In den knapp sechs Jahren seines faktischen Bestehens war der Gau Hessen-Darmstadt von nahezu ununterbrochenen Führungskämpfen geprägt. Ende des Jahres 1932 übernahm Sprenger deshalb unter unklaren Umständen auch die Führung des Nachbargaus. Zum 1. Januar 1933 erfolgte die formale Verschmelzung der Gaue Hessen-Darmstadt und Hessen-Nassau-Süd zum neuen Gau Hessen-Nassau. Das Gaugebiet umfasste von da an bis zum Ende des "Dritten Reichs" das Land Hessen, den preußischen Regierungsbezirk Wiesbaden (in der Tradition des bis 1866 selbständigen Herzogtums Nassau vielfach mit Nassau gleichgesetzt) sowie die Landkreise Hanau, Gelnhausen und Schlüchtern des Regierungsbezirks Kassel. In den folgenden Monaten kam es zu einigen internen Auseinandersetzungen, bis sich die von Frankfurtern dominierte neue Gauführung gegen die Funktionsträger aus Darmstadt durchgesetzt hatte. Am 5. Mai 1933 wurde Sprenger zusätzlich Reichsstatthalter des Volksstaates Hessen.

### Sprengers Gleichschaltungsoffensive

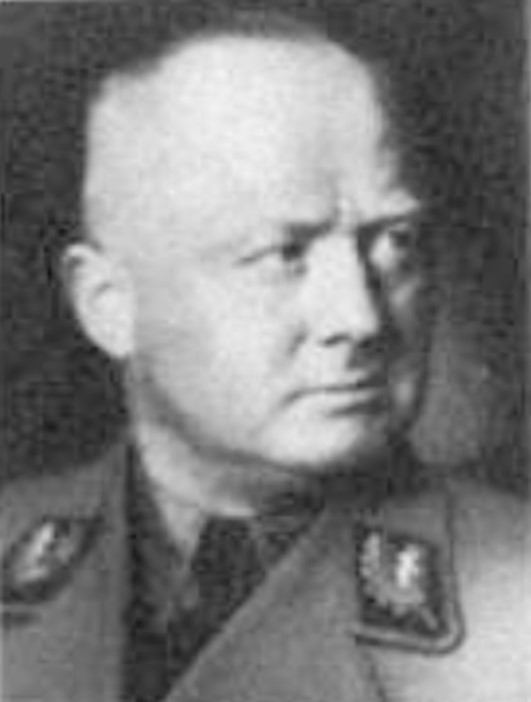
Jakob Sprenger

Sprenger arbeitete daran, die staatlichen Verwaltungsstrukturen an die der Partei anzugleichen, um dadurch die reichsweite Parteistrategie der Gleichschaltung umzusetzen und seine eigene Machtfülle zu vergrößern. Möglicherweise plante er auch die Angliederung des Gaus Kurhessen. Insbesondere versuchte er, die Verwaltungen der hessen-darmstädtischen und der preußischen Gebiete zusammenzuführen und sie, wie auch andernorts im Reich, mit NSDAP-Institutionen zu verklammern. Diese Bemühungen sowie die nachfolgenden Auseinandersetzungen stehen im Zusammenhang mit der in der NSDAP angekündigten umfassenden Gebietsreform des Reiches, die aber auf ausdrücklichen Wunsch Adolf Hitlers nach der Machtübernahme nicht mehr aktiv weiter verfolgt oder öffentlich diskutiert wurde.
Zum 5. Juni 1933 installierte Sprenger das Kontrollamt für die Arbeitsbeschaffung in der Gauleitung, das Einfluss auf die regionale Wirtschafts- und Arbeitsmarktpolitik nehmen sollte. An seine Spitze setzte Sprenger den Parteifunktionär und Frankfurter Handelskammerpräsidenten Carl Lüer. Im Verlauf des Jahres 1933 verkleinerte er die Regierung des Volksstaats Hessen durch verschiedene Verordnungen und Personalentscheidungen.
Ebenfalls bis zum Jahresende 1933 gründete Sprenger verschiedene Institutionen, die unter anderem Wirtschaftspolitik, Landesplanung und vor allem Handelskammern im Gaugebiet vereinheitlichen sollten. Eine persönliche Intervention des Ministerpräsidenten Ferdinand Werner bei Hitler gegen die Zusammenlegung der Handelskammern blieb letztlich erfolglos. Sprenger drängte Werner am 20. September 1933 zum Rücktritt. In der Folge wurde der Rhein-Mainische Industrie- und Handelstag als Zusammenschluss der vormals eigenständigen Industrie- und Handelskammern Limburg, Wiesbaden, Hanau und Frankfurt gegründet. Ähnlich ging Sprenger mit der Gründung von Dachorganisationen unter anderem in den Bereichen Fremdenverkehr, Einzelhandel, Zeitungsverlage, Wandervereine, Elektrizitätswerke, Grundbesitzer und Handwerker vor, wobei die einzelnen Vereine bzw. Unternehmen vorerst formal eigenständig blieben. Dabei wurde er unterstützt durch die Gesetzgebung auf Reichsebene, die auf die Schwächung der alten Bundesstaaten des Deutschen Reichs zielte.
Sprengers Gründungen griffen in alle Richtungen über sein Gaugebiet hinaus. Um den Jahreswechsel 1933/34 herum kam es deshalb zu energischen Protesten sowohl der politischen Leitung der benachbarten Verwaltungseinheiten als auch der NSDAP-Gauleiter aus Kurhessen, Mainfranken und Baden. Auch aufgrund dieser Auseinandersetzungen scheint Sprenger, der zeitweise eine Art Sprecherfunktion für die Gauleiter und Reichsstatthalter innehatte, zu dieser Zeit in der Gunst Hitlers gesunken zu sein.
Nachdem die Landesregierung durch das Gesetz über den Neuaufbau des Reichs vom 30. Januar 1934 weiter geschwächt worden war und nachdem Sprenger und Werners Nachfolger Philipp Wilhelm Jung sich Anfang 1935 ebenfalls überworfen hatten, ernannte Hitler Sprenger am 1. März 1935 nach dem Reichsstatthaltergesetz zum Regierungschef des Volksstaats Hessen. Dies blieb es bis zum Kriegsende 1945. Der bisherige stellvertretende Gauleiter Heinrich Reiner wurde sein Staatssekretär im Kabinett Sprenger ohne weitere Minister. Mit der Doppelfunktion als Partei- und Regierungsleiter hatte Sprenger eine umfassende Machtfülle erreicht.

### Streit um Nassau
Nachdem das Verhältnis zur preußischen Provinz Hessen-Nassau bis dahin weitgehend entspannt gewesen war, geriet Sprenger von 1934 an zunehmend in Konflikt mit dem dortigen Oberpräsidenten Prinz Philipp von Hessen, einem engen Freund Hermann Görings. Anlass waren Versuche Sprengers, einige Gemeinden in dem zum Regierungsbezirk Kassel gehörenden Landkreis Frankenberg, deren NSDAP-Ortsgruppen zu seinem Gau zählten, auch in der allgemeinen Verwaltung ihm als Reichsstatthalter unterstellt zu bekommen. Dieses Ansinnen wies Göring in seiner Funktion als preußischer Ministerpräsident per Erlass eindeutig zurück. Zu ähnlich gelagerten Auseinandersetzungen wegen nicht deckungsgleichen Partei- und Verwaltungsgrenzen kam es in den ebenfalls zum Regierungsbezirk Kassel gehörenden Kreisen Hanau, Gelnhausen und Schlüchtern. Von 1935 bis 1939 stritten sich Sprenger und von Hessen um die Organisation der Landesplanung im Rhein-Main-Gebiet, das Territorien aus beider Zuständigkeitsbereiche umfasste. In die Auseinandersetzungen waren auch Göring und Reichsminister Hanns Kerrl eingebunden. Nachdem dieser Konflikt letztlich zu Gunsten Sprengers ausgegangen war, begann Philipp von Ende 1939 an, Verwaltungsstrukturen aus Wiesbaden nach Kassel zu verlegen, um diese dem Zugriff des Gaus Hessen-Nassau zu entziehen. Im Verlauf des Jahres 1940 versuchte er sogar ein Gesetz zur kompletten Konzentration der Verwaltung in Kassel zu erwirken. Nach Interventionen von Reichsinnenminister Wilhelm Frick und leitenden Beamten in Hitlers Reichskanzlei musste der Prinz seine Pläne schließlich 1941 aufgeben.
Am 1. September 1939 wurde Sprenger zudem Reichsverteidigungskommissar des Wehrkreises XII. Da der Wehrkreis territorial weder mit dem Gau noch mit der zivilen Verwaltungsgliederung übereinstimmte (so gehörte selbst die Gauhauptstadt Frankfurt abweichend zum Wehrkreis IX), verschärfte dieser Schritt die Kompetenzstreitigkeiten weiter. Zudem entfalteten sich weitere Konflikte mit dem Wiesbadener Regierungspräsidenten Friedrich Pfeffer von Salomon. Dieser weigerte sich als Beamter des Landes Preußen mehrfach, Anweisungen von Sprenger entgegenzunehmen. Zum 16. November 1942 wurden die Reichsverteidigungsbezirke den Gauen angepasst. Sprenger wurde damit Kommissar des Bezirks Rhein-Main, der deckungsgleich mit dem Gau Hessen-Nassau war.

### Verwaltungsangleichung 1944
Im Verlauf des Jahres 1943 fanden in Berlin verwickelte Verhandlungen über eine Neuordnung der Provinzen Sachsen und Hessen-Nassau statt, die Gau- und Verwaltungsgrenzen einander angleichen sollten. Parallel gab es unter anderem in der Struktur von Gerichten und Postverwaltungen Reformbemühungen. Am 1. April 1944 unterzeichnete Hitler schließlich einen Erlass, der die Provinzen Kurhessen und Nassau entsprechend der bestehenden Gaugrenzen einrichtete. Zudem wurden die Behörden der Oberpräsidenten und der Regierungspräsidenten in diesen Gebieten zusammengelegt. Zum 1. Juli 1944 folgte Sprengers Ernennung zum Oberpräsidenten der neuen preußischen Provinz Nassau.
Sprenger ging anschließend daran, die ihm unterstellten Verwaltungen in Frankfurt zusammenzuführen: Die Funktionen als Reichsverteidigungskommissar und Oberpräsident waren in Wiesbaden angesiedelt. Die Regierung des Volksstaats Hessen, der er als Reichsstatthalter vorstand, befand sich in Darmstadt. Sitz des Gaus war Frankfurt. Diese Versuche scheiterten jedoch weitgehend am Widerstand des Innenstaatssekretärs Wilhelm Stuckart sowie an den bald herannahenden alliierten Truppen.

## Strukturen
Die Gauleitung hatte ihren Sitz bis etwa 1940 im Adolf-Hitler-Haus in der Gutleutstraße 8–12 in Frankfurt am Main, dann am Börsenplatz im ehemaligen Siegmund-Strauss-Haus. Gauinspekteur war Willi Stöhr, Gauschulungsleiter Franz Hermann Woweries, Gauwirtschaftsberater der stark an der Arisierung beteiligte Karl Eckardt, Landwirtschaftsberater der Agrarpolitiker und SS-Mann Richard Wagner. Eine Gauführerschule bestand in Frankfurt am Main, ab 1937 auch in Kronberg im Taunus. Es gab mehrere Parteizeitungen, z. B. den Darmstädter täglicher Anzeiger, die Hessische Landeszeitung und das Frankfurter Volksblatt.
Stellvertretende Gauleiter waren
- Karl Linder (1928 – 1932)
- Karl Linder (31. Dezember 1932 – 15. März 1933)
- Heinrich Reiner (Anf. Juli 1933 – 30. Juni 1937)
- Karl Linder (1. Juli 1937 – 1945)

## Zeitgenössische Literatur
- Adalbert Gimbel/Karl Hepp: So kämpften wir! Schilderungen aus der Kampfzeit der NSDAP im Gau Hessen-Nassau. Frankfurt a. M. 1941.